# Raciążek (gromada)
Raciążek – dawna gromada, czyli najmniejsza jednostka podziału terytorialnego Polskiej Rzeczypospolitej Ludowej w latach 1954–1972.
Gromady, z gromadzkimi radami narodowymi (GRN) jako organami władzy najniższego stopnia na wsi, funkcjonowały od reformy reorganizującej administrację wiejską przeprowadzonej jesienią 1954 do momentu ich zniesienia z dniem 1 stycznia 1973, tym samym wypierając organizację gminną w latach 1954–1972.
Gromadę Raciążek z siedzibą GRN w Raciążku utworzono – jako jedną z 8759 gromad na obszarze Polski – w powiecie aleksandrowskim w woj. bydgoskim, na mocy uchwały nr 24/1 WRN w Bydgoszczy z dnia 5 października 1954. W skład jednostki weszły obszary dotychczasowych gromad Dąbrówka Duża, Niestuszewo, Podzamcze, Podole, Raciążek, Siarzewo, Sierzchowo i Turzno ze zniesionej gminy Raciążek w tymże powiecie. Dla gromady ustalono 25 członków gromadzkiej rady narodowej.
1 stycznia 1959 do gromady Raciążek włączono wsie Konstantynowo i Turzynek ze zniesionej gromady Ossówka w tymże powiecie.
31 grudnia 1959 z gromady Raciążek wyłączono wieś Mała Wola, włączając ją do miasta Ciechocinka w tymże powiecie.
31 grudnia 1961 do gromady Raciążek włączono wsie Wola Raciążek i Kuczek ze znoszonej gromady Nowy Ciechocinek w tymże powiecie.
1 stycznia 1969 do gromady Raciążek włączono obszar zniesionej gromady Wołuszewo w tymże powiecie.
Gromada przetrwała do końca 1972 roku, czyli do kolejnej reformy gminnej. 1 stycznia 1973 w powiecie aleksandrowskim reaktywowano gminę Raciążek.